# Ikemen Kanojo to Heroine na Ore!?
Ikemen Kanojo to Heroine na Ore!? (イケメン彼女とヒロインな俺!? Ikemen Kanojo to Heroine na Ore!?) làm một series manga Nhật Bản được viết và minh họa bởi Saisō. Bộ truyện được đăng dài kỳ trên website và ứng dụng Palcy của Kodansha từ tháng 10 năm 2019 đến tháng 9 năm 2022.

## Xuất bản
Ikemen Kanojo to Heroine na Ore!? được viết và minh họa bởi Saisō, bộ manga được đăng dài kỳ trên website manga Palcy của Kodansha từ ngày 22 tháng 12, 2019 đến 22 tháng 9, 2022. Bộ truyện được gom lại thành ba tập tankōbon từ tháng 3 năm 2020 đến tháng 11 năm 2022. Series được cấp phép bằng tiếng Anh bởi Kodansha USA.
| # | Ngày phát hành tiếng Nhật | ISBN tiếng Nhật   |
| - | ------------------------- | ----------------- |
| 1 | 17 tháng 3, 2020          | 978-4-06-518900-9 |
| 2 | 17 tháng 3, 2021          | 978-4-06-522669-8 |
| 3 | 16 tháng 11, 2022         | 978-4-06-529871-8 |